# Райский, Михаил Иванович
Михаи́л Ива́нович Ра́йский (1873—1956) — российский и советский судебный медик, доктор медицины, профессор, заслуженный деятель науки РСФСР (1935).

## Биография
Родился в крестьянской семье. Окончил с отличием медицинский факультет Томского университета в 1898 г. и был избран помощником прозектора кафедры судебной медицины. Находился на этой должности до 1907 года. Участвовал в русско-японской войне в качестве младшего врача пехотного полка (1904—1906).
В 1907 году защитил докторскую диссертацию «К учению о распознании смерти от холода» и был удостоен учёной степени доктора медицины и звания доцента. Эта работа подвела итог всем исследованиям того периода, относящимся к холодовой смерти. С целью «подготовки к профессорскому званию» был командирован на три года за границу.
В конце 1912 года в связи с отставкой профессора П. А. Минакова был назначен заведующим кафедрой судебной медицины медицинского факультета Московского университета. Возглавлял кафедру до 1917 года.
После Октябрьской революции вступил в ряды Красной армии (1917—1919). В июне 1919 года стал исполнять обязанности заведующего кафедрой судебной медицины Саратовского государственного медицинского университета (заведовал с 1919 по 1937 гг.). В 1920 г. организовал и возглавил Саратовскую губернскую судебно-медицинскую экспертизу. Организовал первую в СССР периферийную судебно-медицинскую лабораторию по исследованию вещественных доказательств.
В 1937 г. избран заведующим кафедрой судебной медицины Ленинградского медицинского института.
С 1941 по 1949 гг. занимал должность начальника кафедры судебной медицины Военно-медицинской академии им. С. М. Кирова.
В 1949 г. избран заведующим кафедрой судебной медицины Одесского медицинского института. Много лет состоял членом ВАК СССР и учёного медицинского совета Министерства здравоохранения СССР.
Похоронен на Втором христианском кладбище.

## Научная деятельность
Научные интересы охватывали практически все разделы судебной медицины. В докторской диссертации (1907) М. И. Райского отмечалось, что «в климатических условиях Сибири, признанной классической страной холода, смерть от холода встречается довольно часто. Диагностика её основывается исключительно на указаниях предварительного следствия». Между тем выводы автора были более чем осторожны. Так, к признакам холодовой смерти были отнесены только отморожения и наполнение кровью левого желудочка при здоровом сердце. Все остальные, в том числе и пятна Вишневского, отнесены к сопутствующим, но не указывающим непосредственно на действие холода. В 1908 году М. И. Райский издал монографию «Отравление аконитом в Семиреченской области», в которой подчеркивалось, что аконит в Семиреченской области — излюбленный местный яд. Он употребляется там не случайно и спорадически, а обычно и регулярно. Данные выводы были чрезвычайно актуальны в то время, так как исследования М. И. Райского выявили огромную область, где аконит (местное, очень распространенное растение) местными жителями использовался как яд. М. И. Райский в 1911 г. разработал метод получения крепких преципитирующих сывороток. Он установил, что преципитины наиболее высокого титра получаются при повторном введении животному чужеродного белка после того, как уже исчезли антитела после первого введения. Этот метод в иммунологии получил определение феномена отдаленной ревакцинации М. И. Райского.
Основным направлением научных исследований кафедры судебной медицины Саратовского государственного медицинского университета были вопросы судебно-медицинской гематологии. Большинство работ было посвящено поискам эффективных методов получения преципитирующих сывороток, необходимых для установления видовой принадлежности крови и тканей.
«Признак Райского М. И.» — наличие у отверстий носа и рта сосулек, а на ресницах — инея. Это ценный, по мнению автора, признак прижизненности охлаждения.

## Награды
- Орден Ленина
- Орден Красной Звезды

## Память
Кафедра судебной медицины имени профессора М. И. Райского Саратовского государственного медицинского университета

## Основные труды
- М. И. Райский — «К вопросу о местном и общем действии высокой температуры», 1909
- М. И. Райский — «Экспериментальный вклад в воздействии хлороформа на мать и зародыш», 1909
- М. И. Райский — «Судебная медицина», Медгиз, 1953